# Hiroshima Big Arch
Hiroshima Big Arch (japanska: 広島ビッグアーチ Hiroshima Biggu Āchi), av sponsorskäl Hot Staff Field Hiroshima (ホットスタッフフィールド広島, Hotto Sutaffu Fīrudo Hiroshima), är en multiarena som ligger i Hiroshima, nordväst om stadens centrum. Den var tidigare hemmaarena för fotbollslaget Sanfrecce Hiroshima i den japanska proffsligan J.League. Utöver fotboll används Hiroshima Big Arch också till friidrott.
Arenan byggdes för asiatiska mästerskapet i fotboll 1992 där värdnationen Japan vann mästerskapstiteln för första gången efter att ha besegrat Saudiarabien med 1 - 0 på Hiroshima Big Arch. Den var sedan huvudarena under asiatiska spelen 1994. 2013 köpte elektronikhandelsföretaget EDION Corporation namnrättigheterna till arenan och den döptes om därefter.

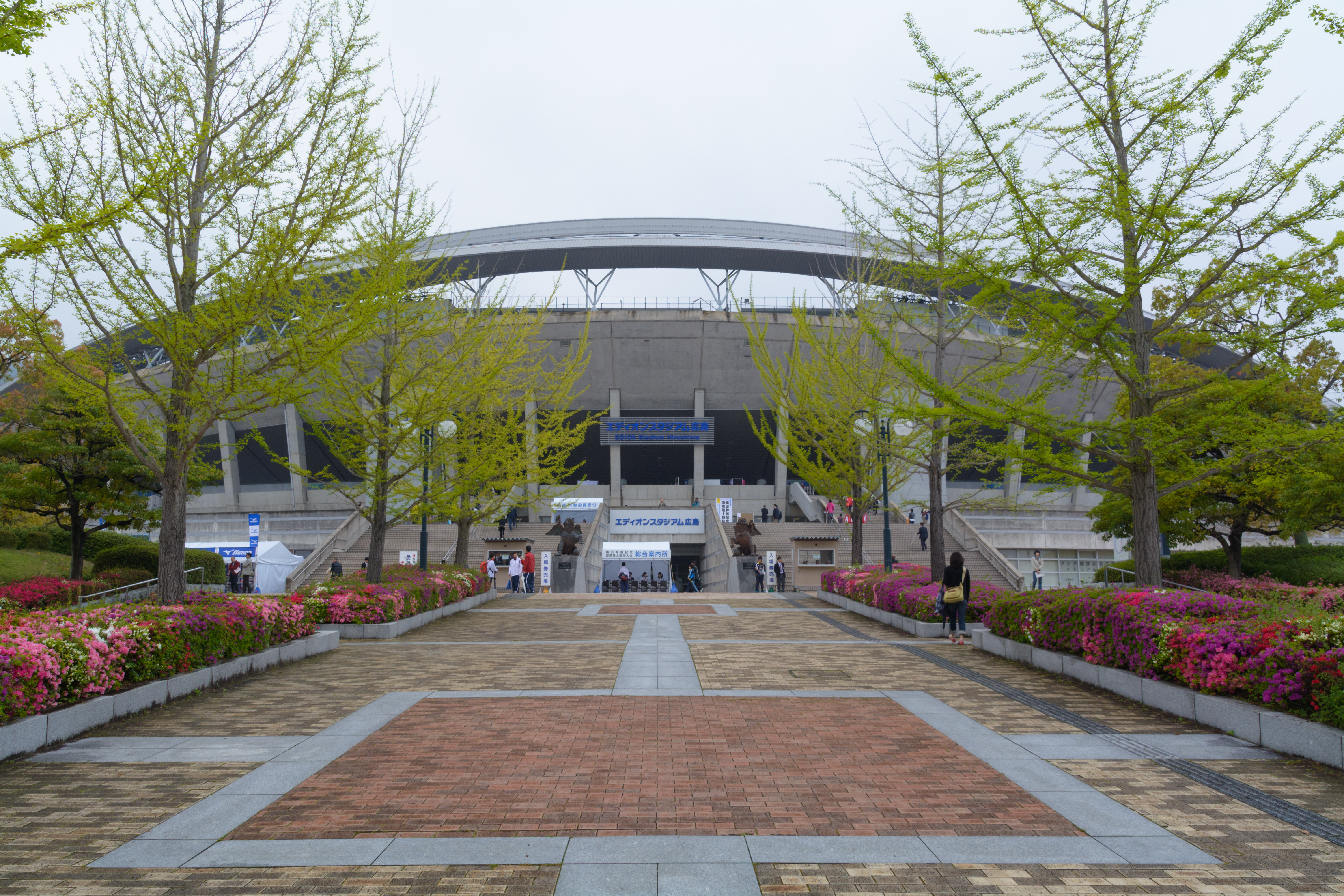
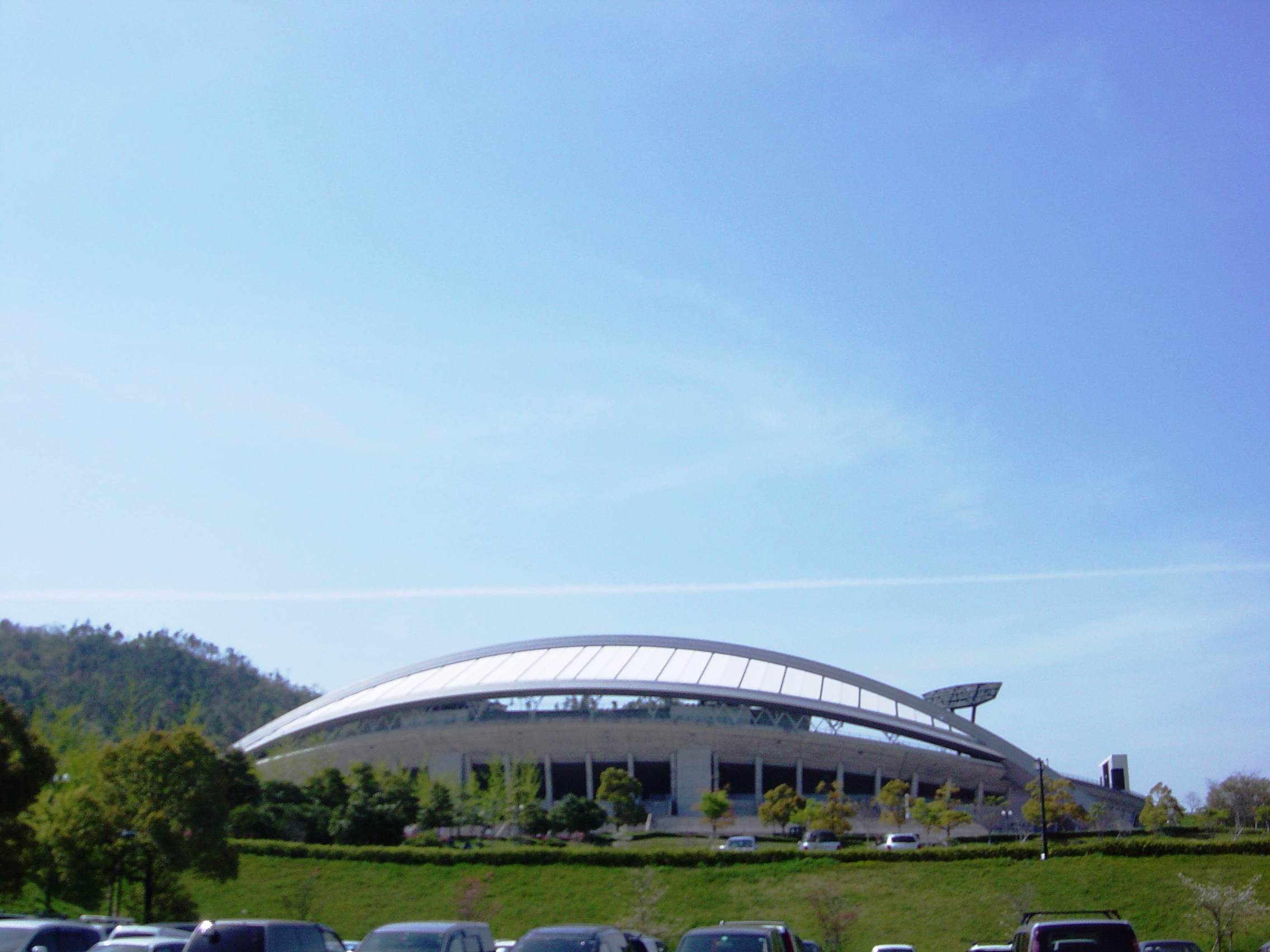